# Мохамад-Али Џамалзаде Есфахани
Мохамад-Али Џамалзаде Есфахани (персијски: محمد علی جمالزاده اصفهانی‎‎) (13. јануар 1892, Исфахан, Иран –8. новембар 1997, Женева, Швајцарска), један је од најутицајнијих писаца Ирана у 20. веку, обично препознатљив по свом јединственом хумористичном стилу. Узимајући у обзир његов широки утицај на персијско-европски стил писања прича, понекад се назива и оцем модерне персијске приче.

## Биографија

### Ране године и породица
Сајед Мохамад-Али Џамалзаде рођен је у Исфахану, у скромној породици средње класе. Датум његовог рођења није сигуран. Помињане су године између 1892. и 1896. године и до краја живота чак ни он сам није био сигуран у стварну годину рођења. Година 1895. године традиционално је узета као година његовог рођења.
Џамалзадеов отац, „Сајед Џамал ад-Дин Есфахани”, био је прогресивни муслимански свештеник и проповедник који је постао уставни револуционар, предајући оштре говоре који су инспирисали његовог сина, али су оца коштали живота: Убијен је 1908. године по наређењу Мохамеда-Алија Шаха Каџара, који га је сматрао најопаснијим непријатељем.

### Живот у иностранству
Млади Џамалзаде је живео у Ирану до своје дванаесте или тринаесте године. Након тога, живео је у Либану, где је похађао католичку школу Аинтура (1908), у близини Бејрута. Потом је живео у Француској (1910), и у Швајцарској где је студирао право на Универзитету у Лозани, а касније и на Универзитету Бургундија у Дижону, Француска.
Након смрти његовог оца, живот Џамалзадеа се потпуно изменио, али захваљујући многим пријатељима који су га подржавали и повремено плаћеним наставним пословима, преживео је глад. До Првог светског рата, још увек млад, придружио се групи иранских националиста у Берлину и 1915. основао је новине „Растахиз” за ову групу у Багдаду. Након што је одсео у Багдаду, Џамалзаде је отишао у Цариград, где је био сведок геноцида над Јерменима и био сведоком мноштва лешева током свог путовања. Написао је сечања о својим искуствима и очевицима неколико деценија касније, у двема књигама под називом „Катл-е Ам-е Арманиан” (Јерменски масакри) и „Катл о Карат-е Арамане дар Торкије“ (О масакру и пљачки Јермена у османској Турској) које су објављене 1963. и 1972. За то време радио је и за часопис „Каве’’(1916). Године 1917. објавио је своју прву књигу ’Ганџ-е Шајган’ („Вредно благо“). ’Ганџ-е Шајган’ се бави иранским социо-политичким и економским проблемима почетком 20. века, што је представљало велики допринос који премостио јаз између књижевности и науке. Исте године представљао је националисте на Светском конгресу социјалиста у Стокхолму. Касније године, све до 1931. године, када се преселио у Женеву и радио за Међународну организацију рада, провео је у привременим запошљавањима, као што је био један у иранској амбасади у Берлину.
Током свих ових година, Џамалзаде је имао врло мало контакта са Ираном. Али то га није спречило да сам учи персијски. На основу његових оскудних искустава стечених у младости, писао је о животу савремених Иранаца. Његова заокупљеност употребом језика и његов дикенсовски стил писања, који укључује понављање, нагомилавање придева и коришћење популарних фраза, брзо подсећају читаоца на позадину Џамалзадеа и његове искрене намере. Међутим, његова физичка дистанца од описаних догађаја у његовим причама донекле компромитује прецизност његових дела.

## Књижевна дела
Најважнији рад Џамалзадеа „Јеки буд јеки набуд” (У давна времена), објављен 1921. године у Берлину, није дошао до Ирана до годину дана касније, а када је стигао, није примљен позитивно. Јавност, посебно свештенство, омаловажавало је Џамалзадеов приказ његове земље до те мере да су копије књиге спаљиване на јавним трговима. Збирка шест кратких прича, „Јеки буд јеки набуд” бави се социјалним и политичким приликама у Ирану почетком 20. века, темом која до тада није била у надлежности писаца и песника. Штавише, уплетена са овим је знатна количина милитантности и протеста против мешања Запада у Иран и отвореног исмевања верског фанатизма. Једноставни и колоквијални стил Џамалзадеа, у комбинацији са одмереним хумором, повећао је утицај његових дела, чинећи његове приче, као што су „Јеки буд јеки набуд” и „Фарски шекар аст” („Персијски је шећер“), још потреснијима него што је, иначе, била стварност.
Ова непријатељска јавна реакција погађала је Џамалзадеа до те мере да се у наредних двадесет година уздржао од било каквих књижевних активности. Почео је писати поново 40-их година 20. века, али до тада је изгубио вештину која се одликовала концизношћу, новитететом облика, оригиналношћу идеја, заједљивим смислом за хумор и чврсту структуру његових ранијих прича. Таутологија, тенденција коришћења мудрих запажања, стварање мистичних и филозофских спекулација и занемаривање реда постала је одлика његових каснијих дела. „Сахрај-е Махшар” (Армагедон, (1947), „Талх о ширин” (Горко и слатко, 1955), „Кохне ва но” (Старо и ново, 1959), „Гејре Хода кич кас набуд” (Ништа није постојало осим Бога, 1961), „Асман о рисман” (Небо и канап, 1965), „Кесе-хаје кутах бараје аче-хаје риш-дар” (Кратке приче за брадату децу, 1974) и „Кес-сеје ма бе ахар ресид” (Тако се завршава наша прича, 1979) написани су током ове фазе његове књижевне активности. Иако је Џамалзаде и даље критиковао суд и свештенство, неким његовим делима овог периода недостаје његов оригинални јединствени персијски стил, али је и даље он понекад заједљив и истинољубив као у његовим ранијим делима.
Поред персијског, Џамалзаде је говорио француски, немачки и арапски језик. Превео је многе књиге са других језика на персијски.

### Смрт
Џамалзаде је умро у 105. години, у Женеви, у Швајцарској.

## Лични живот
Џамалзаде се 1914. оженио првом женом по имену Џозефина, која је била Швајцарскиња и Џамалзадеова колегиница у Дижону. Године 1931. током боравка у Женеви, Џамалзаде се оженио другом супругом, Немицом по имену Маргарет Егерт.

### Дела
- Шајганово благо (1916)
- Односи Ирана и Русије (1921)
- Јеки буд јеки набуд (У давна времена), 1921
- Башта просперитета (1938)
- Садијеви савети (1938)
- Душевна болница (1941)
- Прича над причама (1941)
- Биографија Амо Хосеиналија (1942)
- Колташан колекција (1946)
- Сакупљање пустиње (1947)
- Рах-аб наме (1947)
- Човек са хиљаду професија (1947)
- Масуме Ширази [позоришна игра] (1954)
- Горко и слатко (1955)
- Сар ва тах-е јек карбас (1956)
- Ремек дело (1958)
- Глас луле (1958)
- Старо и ново (1959)
- Џамалијев кашкул (1960)
- Ништа није постојало осим Бога (1961)
- Седам држава (1961)
- Земљиште и човек (1961)
- Вулгарна енциклопедија (1962)
- Земља, газда и сељак (1962)
- Мала кутија мистерија (1963)
- Петао и бик (1964)
- Начин писања и писање прича (1966)
- Шираз и наш, ирански хумор (1966)
- Кратке приче за брадату децу (1973)
- Исфахан (1973)
- Славуј (1973)
- Канбар Али, великодушност Шираза (1973)
- Наша прича је завршена (1978)
- Позната демократија (1984)
- Познавање са Хафизовом тезом (1988)

### Преводи
- Le Café du Surat, Bernardin de Saint-Pierre (1921)
- Прича човечанства, Hendrik Willem van Loon (1955)
- Виљем Тел, Friedrich Schiller (1956)
- Дон Карлос, Friedrich Schiller (1956)
- Одабране приче, Molière (1957)
- L'Avare, Molière (1957)
- Демократија и људски престиж (1959)
- En Folkerfiende, Henrik Ibsen (1961)
- Рат Туркмена, Conte de Gobineau ] (1973)